# Caldeira de Long Valley
La caldeira de Long Valley est une dépression située en Californie orientale et adjacente à Mammoth Mountain. La vallée constitue l'une des plus vastes caldeiras sur Terre, avec environ 32 km de long dans le sens est-ouest pour 17 km de large du nord au sud. L'élévation du sol de la caldeira est de 2 000 m à l'est et de 2 600 m à l'ouest. Les murs de la caldeira atteignent une altitude de 3 000 m à 3 500 m, excepté à l'est, où ils ne s'élèvent graduellement que de 150 m à 2 300 m.
Long Valley s'est formée il y a environ 760 000 ans, lorsqu'une énorme éruption volcanique a libéré des cendres extrêmement chaudes qui ont ensuite refroidi pour donner naissance au « Bishop Tuff » qui est très présent dans la zone. L'éruption fut si forte que la chambre magmatique, située sous le volcan maintenant totalement détruit, se vida au point de s'effondrer. L'effondrement lui-même causa une seconde éruption, encore plus puissante, de cendres pyroclastiques qui brûlèrent et ensevelirent des milliers de kilomètres carrés. La cendre issue de l'éruption recouvrit la plupart de la partie occidentale des actuels États-Unis.

## Géographie de la caldeira

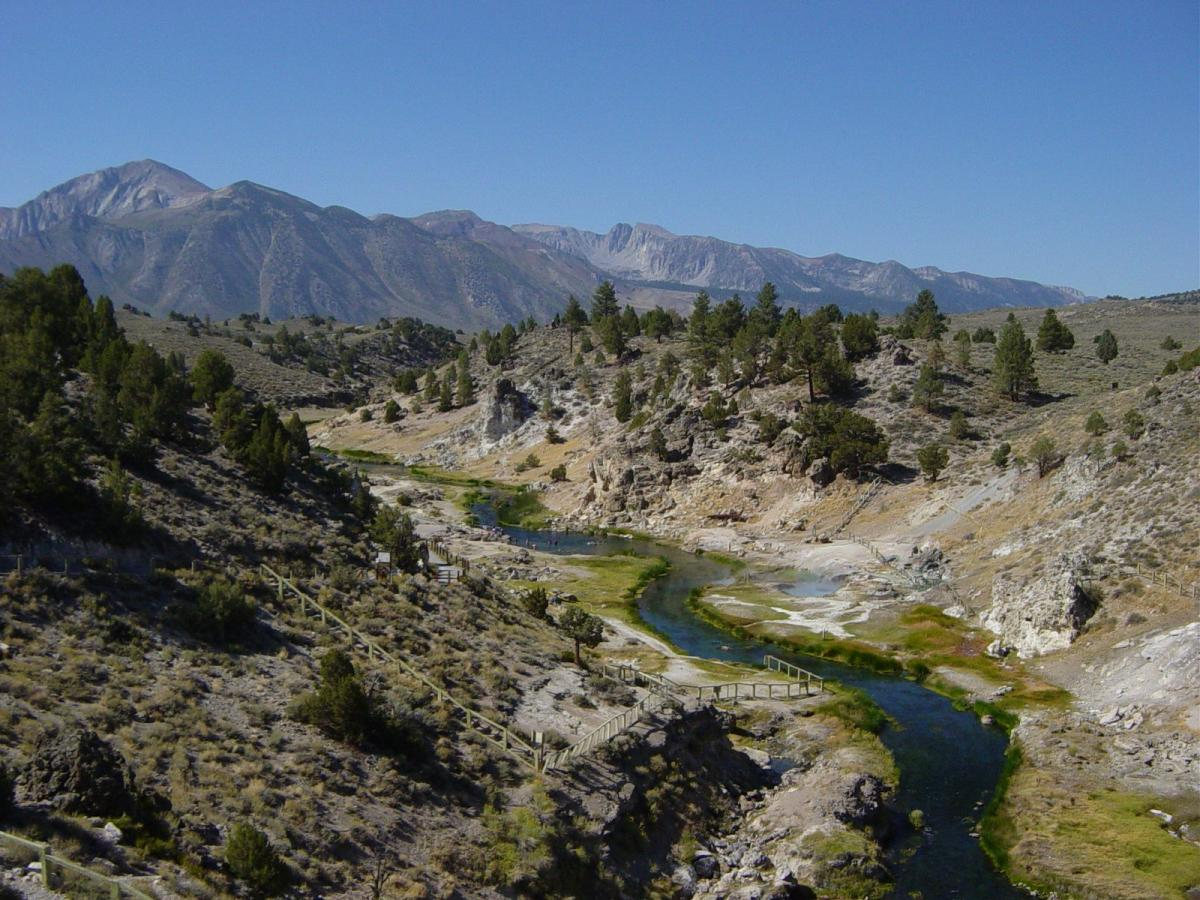
Vue de Hot Creek en été.

Près du centre de la caldeira se trouve un monticule dénommé « dôme de résurgence », formé sous la poussée du magma remontant ; une centrale électrique hydrothermique (captant et exploitant la chaleur de l'eau) a été installée à proximité du dôme. La zone est toujours volcaniquement active et subit occasionnellement des coulées de lave rhyolitique. Le Bishop tuff abondant dans la zone est le plus vieux tuf normalement magnétisé : il s'est formé à une période géologique durant laquelle le Nord magnétique et le pôle Nord terrestres étaient plus proches qu'ils ne le sont à notre époque. Durant le passé, l'eau issue des précipitations s'est accumulée dans la caldeira jusqu'à en déborder, donnant naissance à la gorge de la rivière de l'Owens.
Au nombre des zones géothermiques importantes de Long Valley, on trouve la Casa Diablo, à la base du dôme de résurgence, et Hot Creek, distante d'environ 8 km et qui coupe partiellement le dôme. L'activité hydrothermique a altéré de nombreuses roches dans la caldeira, les transformant en travertin et en argile. La Huntley clay mine (mine d'argile Huntley) est exposée sur le pourtour du dôme et apparaît comme une bande blanche brillante. Une argile blanche et crayeuse dénommée kaolinite en est extraite.
Mammoth Mountain (alt. : 3 369 m) est un volcan composite fait d'environ douze dômes de rhyodacite et de latite de quartz, extrudés au long de la crête sud-ouest de la caldeira de Long Valley il y a de cela entre 200 000 et 50 000 ans. Mammoth Mountain est l'un des centres éruptifs qui se sont développés tardivement au cours du cycle d'évolution du complexe de la caldeira de Long Valley.
L'histoire et les dépôts dus aux cratères de Mono-Inyo se confondent avec ceux de la caldeira de Long Valley dans le temps et l'espace. Les champs volcaniques des Mono-Inyo se sont développés le long d'une fissure de 50 km qui s'étend au nord de Mammoth Mountain, près de la crête sud-ouest de la caldeira, jusqu'au lac Mono.

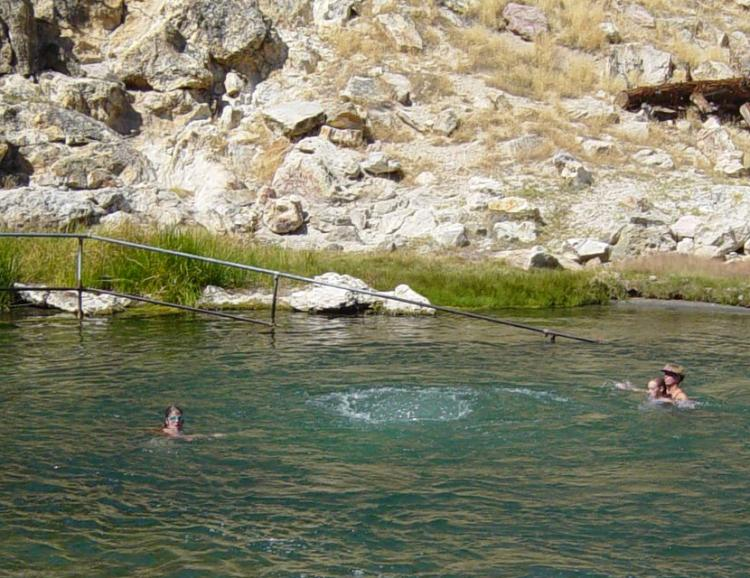
Résurgence d'eau chaude à Hot Creek.

Hot Creek a coupé à travers le sol de la caldeira et passe par des sources chaudes. L'eau chaude de Hot Creek abrite quantité de truites et est utilisée comme élevage piscicole. Hot Creek est reliée à un ruisseau qui suit une partie d'une faille géologique bien connue pour ses bassins hydrothermiques ainsi que pour le contraste que les nageurs peuvent ressentir entre l'eau froide du ruisseau et la rencontre subite de courants très chauds, pouvant aller jusqu'à provoquer des brûlures de gravité variable. Occasionnellement, si assez d'eau est présente dans le système hydrothermique, il est possible d'assister à de très longues et puissantes résurgences d'eau chaude.

## Géologie détaillée

### Origines de la caldeira
L'histoire volcanique connue de la zone de la caldeira de Long Valley a commencé il y a plusieurs millions d'années, lorsque le magma a commencé à s'accumuler à plusieurs kilomètres de la surface. Entre 3,1 et 2,5 millions d'années en arrière, l'activité volcanique s'est concentrée au voisinage du site actuel en éruptions de rhyodacite suivies, il y a de 2,1 à 0,8 millions d'années de cela, de rhyolite à haute teneur en silice. Finalement, un groupe de volcans principalement rhyolitiques se sont formés dans le secteur et un secteur d'une étendue de 4 000 km² s'est retrouvé couvert de lave.
À l'exception de l'un des volcans, Glass Mountain, âgé de un à deux millions d'années et composé d'obsidienne, tous furent totalement détruits par l'éruption majeure qui a eu lieu il y a environ 760 000 ans, qui a libéré 600 km3 de matières issues des profondeurs de la caldeira - en comparaison, l'éruption du mont Saint Helens en 1980 n'a dégagé « que » 1,2 km3 de matière. La moitié environ de ces 600 km3 fut éjectée sous forme de coulées pyroclastiques composées d'un mélange très chaud (env. 800 °C) de gaz toxiques, pierre ponce et cendre volcanique qui ont recouvert toute la zone voisine d'une couche épaisse de plusieurs centaines de mètres. Un lobe de cette matière éruptive s'est déplacée vers le sud jusqu'à la vallée de l'Owens, au-delà de l'emplacement de l'actuelle ville de Big Pines. Un autre lobe a transité vers l'ouest, par-dessus la crête de la Sierra Nevada, jusqu'au lit de la rivière San Joaquin. Le reste des matières pyroclastiques et autres débris a été projeté dans les airs jusqu'à une altitude de 40 km, où les vents les ont partiellement dispersés sur des distances considérables, atteignant le Nebraska et le Kansas. La majeure partie des matières ainsi éjectées est cependant retombée au sol, près du point d'éruption, jusqu'à remplir les deux tiers de la caldeira, alors profonde de deux à trois kilomètres.

### Depuis l'éruption

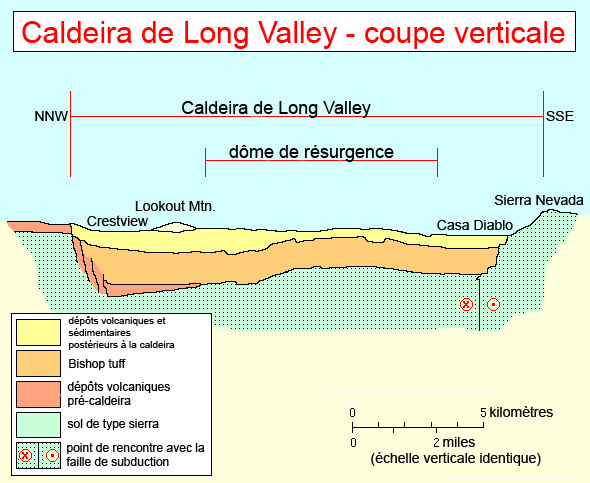
(Cliquez pour agrandir)

Les éruptions suivantes issues de la chambre magmatique de Long Valley furent confinées à l'enceinte de la caldeira, avec extrusion de rhyolite non cristalline relativement chaude, entre 700 000 et 600 000 ans en arrière, tandis que le sol de la caldeira se soulevait pour former le dôme de résurgence. Suivirent des extrusions de rhyolite plus froide et riche en cristaux, par intervalles de 200 000 ans, il y a de cela respectivement 500 000, 300 000 et enfin 100 000 ans, en se succédant dans le sens horaire autour du dôme.
À son plus haut niveau, il y a environ 600 000 ans, un lac alimenté par la rivière Owens et profond de 91 m remplissait la caldeira, s'élevant à 2 400 m d'altitude. Le lac se vida totalement par le fond au cours des 100 000 ans qui suivirent, après qu'il eut dépassé le niveau de la crête sud de la caldeira, en eut érodé le seuil et eut donné naissance à la gorge de l'Owens. L'érection d'un barrage sur la gorge a partiellement redonné naissance au lac, connu à présent sous le nom de Lake Crowley. Depuis l'éruption majeure, de nombreuses sources chaudes se sont développées dans le secteur et le dôme de résurgence s'est élevé.
Durant la dernière ère glaciaire, des glaciers ont rempli les canyons menant à Long Valley, mais le sol de la vallée lui-même ne fut pas touché par la glaciation. D'excellents exemples de moraines terminales peuvent être observés à Long Valley : ces moraines sont les résidus issus de l'action de la glace. Dans la région, Laurel Creek, Convict Creek et McGee Creek offrent les moraines les plus spectaculaires.

### Géologie récente
En mai 1980 eut lieu un fort tremblement de terre de magnitude 6 qui frappa le bord sud de la caldeira de Long Valley. Le sol de celle-ci s'éleva alors de 25 cm, en forme de dôme. Ces évènements marquèrent le début d'une période d'activité dans la zone de la caldeira, activité qui se poursuit de nos jours. Elle se caractérise par des séismes récurrents, entraînant l'élévation graduelle de la partie centrale de la caldeira, toujours sous forme de dôme. Ces secousses sont accompagnées de changements dans les sources thermales et d'émissions de gaz. En conséquence des risques liés à ce réveil, une nouvelle route d'accès au site fut construite en vue de faciliter une éventuelle évacuation d'urgence. Son nom d'origine était Mammoth Escape Route, soit littéralement « Route d'Évacuation Mammoth », mais fut changé en Mammoth Scenic Route (« Route Panoramique Mammoth ») après que la zone d'affaires de Mammoth et certains propriétaires fonciers se furent plaints.
En 1982, le United States Geological Survey, dans le cadre du Volcano Hazards Program, programme fédéral de gestion des risques liés à l'activité volcanique, commença à fournir d'importants efforts pour surveiller et étudier l'activité géologique dans la caldeira de Long Valley. Le but de cette surveillance étroite est de fournir aux populations et aux autorités civiles des informations fiables sur la nature des risques potentiels causés par l'activité et de prévenir à temps de l'imminence d'une éruption volcanique si elle devait avoir lieu. La plupart, sinon toutes les éruptions sont accompagnées de changements géodynamiques et géochimiques dans le système actif. Des indicateurs communs d'un début d'activité volcanique forte sont, par exemple, une augmentation de la fréquence et/ou de la force des séismes, une déformation du sol et des variations dans la nature et la fréquence des émissions de gaz.

### Système hydrothermal
La caldeira de Long Valley abrite un système hydrothermal actif incluant sources chaudes, fumeroles et dépôts minéraux. Les sources chaudes occupent principalement la moitié orientale de la caldeira, où les différences de niveau sol-surface sont assez faibles. Les fumeroles occupent la partie occidentale, où, à l'inverse, les élévations sont supérieures. Les dépôts minéraux dus à l'activité thermale sont concentrés dans la zone du dôme de résurgence, aux sources de Little Hot Creek, de Hot Creek Gorge et en d'autres points bas des zones sud et est de la caldeira.

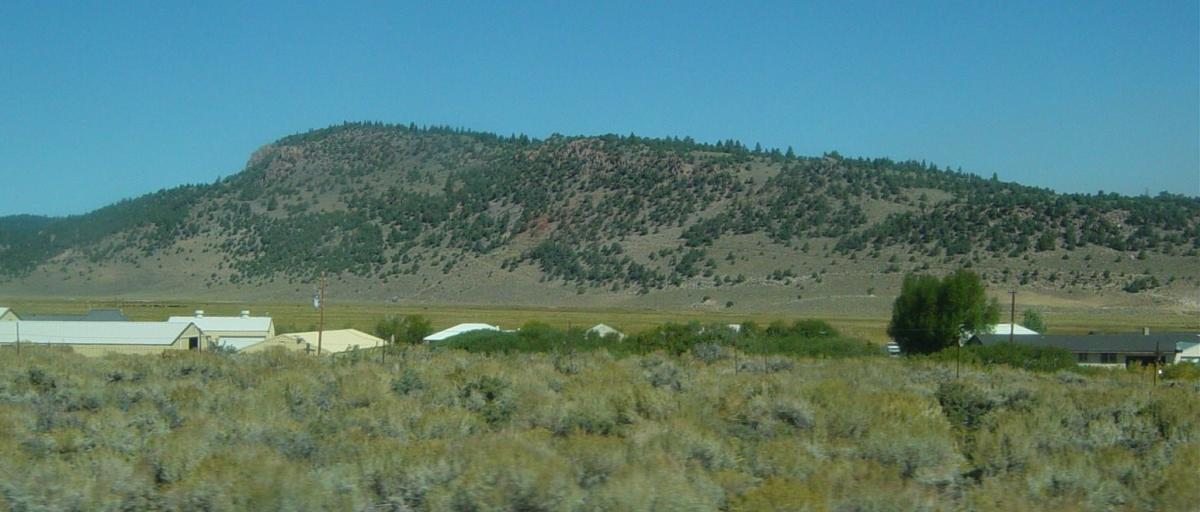
L'élevage piscicole de Hot Creek, avec au fond, le dôme de résurgence.

Les sources chaudes se situent principalement à Hot Creek Gorge, le long de Little Hot Creek, et dans la zone des Alkalai Lakes. Les plus importantes sont à Hot Creek Gorge où jusqu'à 250 litres par seconde d'eaux thermales se déchargent, comptant pour 80 % du total de la zone de la caldeira. À l'extrême inverse, il existe de très petites sources chaudes dans la Hot Creek Fish Hatchery (élevage piscicole de Hot Creek), qui, avec 2 à 5 % du total d'eaux thermales déchargées, ne font monter la température de l'eau, à leur proximité immédiate, que d'environ 5 °C. L'utilisation de ces eaux tièdes dans le cadre de l'élevage de truites a accru la production, les truites grandissant plus vite ici que dans l'eau froide des ruisseaux de Long Valley.
Dans les systèmes similaires, la circulation des eaux de surface est liée à une combinaison entre la topographie des lieux et la présence de sources de chaleur. Dans la caldeira de Long Valley, le système est alimenté principalement par les fontes de neige sur les crêtes ouest et sud de la caldeira. L'eau issue des précipitations s'infiltre jusqu'à une profondeur de quelques kilomètres, où elle est chauffée jusqu'à au moins 220 °C par de la roche chaude, près d'intrusions géologiques récentes. La remontée s'effectue dans la partie occidentale de la caldeira, où l'eau chaude, de densité faible, grimpe le long de fractures obliques jusqu'à atteindre 1 à 2 kilomètres de profondeur. Là, elle circule latéralement dans un circuit hydraulique en pente légère, de l'ouest vers le sud-est autour du dôme de résurgence, jusqu'à aller se décharger en surface vers Hot Creek et le lac Crowley. La température s'abaisse graduellement de 220 °C près des Inyo Craters pour atteindre environ 50 °C près du lac, résultat d'une perte progressive de chaleur lors du parcours souterrain et du mélange avec les eaux froides de la surface.
Hot Creek est, depuis des décennies, une piscine chaude naturelle bien connue. Plus d'une douzaine de personnes ont trouvé la mort à Hot Creek depuis la fin des années 1960, mais la plupart de ces décès sont à mettre sur le compte d'une ignorance volontaire des multiples panneaux d'avertissement disposés dans la zone afin de profiter des sources à la façon d'un jacuzzi naturel. Tout comme la partie de la crique directement alimentée par les ruisseaux, ces piscines sont de température variable, mais peuvent être soumises à des remontées d'eau surchauffée, qui se décharge alors dans une eau déjà très chaude. À cause de l'instabilité géothermale récente, la baignade dans les piscines chaudes de Hot Creek est actuellement interdite. Il est à l'heure actuelle impossible de dire si elles seront un jour rouvertes.

## Tourisme
La principale attraction touristique de la région est la station de ski de Mammoth Mountain. Il est possible d'y pratiquer le ski et le snowboard l'hiver et le vélo tout terrain l'été.
Hot Creek est également très fréquentée grâce à la présence des sources et piscines chaudes, mais est fermée au public depuis 2006 à la suite d'une décision du Service des forêts des États-Unis.
Il existe en outre de nombreux chemins de randonnée sur le site de la caldeira et dans les vallées glaciaires de Sherwin Range, juste au sud. Il est possible de découvrir plusieurs lacs dans ces vallées, au nombre desquels Valentine Lake, Convict Lake, Lake Dorothy et les Laurel Lakes. Le lac Crowley, pour sa part, est connu pour être une excellente zone de pêche.
À proximité immédiate de la caldeira, la ville de Mammoth Lakes dispose de plusieurs complexes hôteliers et il existe nombre de campings, tant dans la caldeira elle-même que dans les montagnes alentour.